# St. Helena (München)

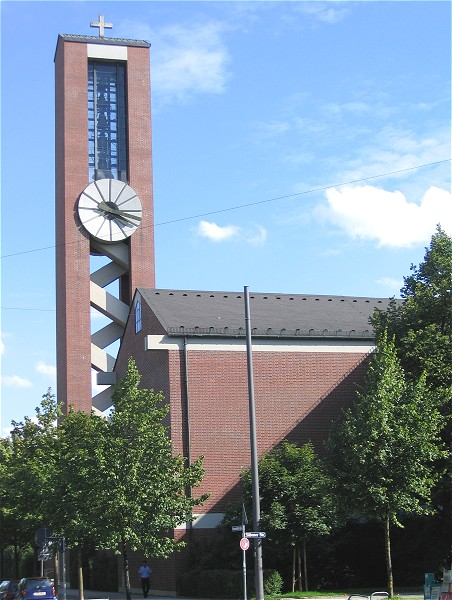
St. Helena

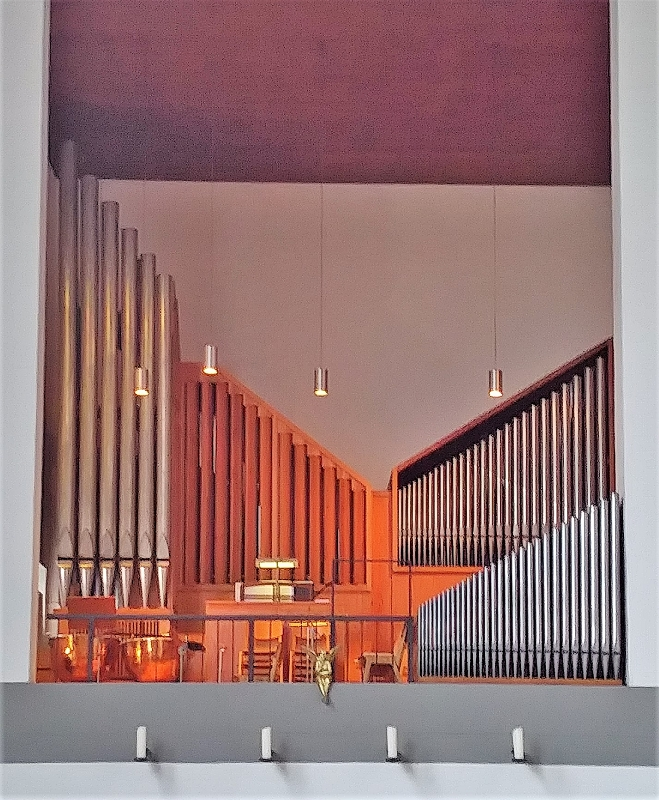
Schuster-Orgel

Die römisch-katholische Pfarrkirche St. Helena steht in unmittelbarer Nähe zum Wettersteinplatz im Münchener Stadtteil Untergiesing-Harlaching. Der vom Architekten Hansjakob Lill in Kreuzform geplante Bau wurde am 11. Oktober 1964 geweiht und am 1. Dezember 1966 zur Pfarrkirche erhoben.

## Geschichte
Kirche und Pfarrei entstanden als Folge der schnellen Wohnbebauung der bisher landwirtschaftlich genutzten Flächen zwischen Giesing und Harlaching nach dem Zweiten Weltkrieg. In Anknüpfung an das Patrozinium der Mutterpfarrei Heilig Kreuz wurde der Name der heiligen Helena gewählt, die laut Überlieferung das wahre Kreuz Christi in Jerusalem fand.
Zusammen mit den Pfarreien Heilig Kreuz und Königin des Friedens gehört St. Helena heute zum Pfarrverband Obergiesing.

## Architektur
Das Patrozinium lieferte auch die Grundidee für die kreuzförmige Baugestalt. Durch die verkürzten Kreuzarme entstand ein bemerkenswerter Kirchenraum, der Gemeinde und Altar integriert mit einem abstrahierten Kreuz im Zentrum. Es gibt 480 Sitzplätze bei einer Gesamtkapazität für 1500 Personen.
Neben der Kirche stehen der Glockenturm mit einem sechsstimmigen Bronzegeläute in Schlagtonfolge b0 - d1 - f1 - g1 - b1 - c2 (gegossen 1964 & 1971), der Pfarrsaal, das Pfarramt mit Wohnbereich und der Kindergarten.

## Orgel
Die Orgel wurde 1968 von Carl Schuster mit 31 Registern auf drei Manualen und Pedal gebaut. 1994 wurde sie von Johannes Führer umgebaut. Die Disposition lautet:
| I Hauptwerk C–g3 |       |
| Quintadena       | 16′   |
| Prinzipal        | 8′    |
| Rohrflöte        | 8′    |
| Oktave           | 4′    |
| Kleingedackt     | 4′    |
| Nasat            | 2 ⁄3′ |
| Waldflöte        | 2′    |
| Mixtur VI        | 2′    |
| Trompete         | 8′    |

| II Brüstungspositiv C–g3 |       |
| Holzgedackt              | 8′    |
| Hohlflöte                | 4′    |
| Prinzipal                | 2′    |
| Quartan II               | 1 ⁄3′ |
| Zimbel III               | 1/2′  |
| Krummhorn                | 8′    |
| Tremulant                |       |

| III Schwellwerk C–g3  |       |
| Metallflöte           | 8′    |
| Weidenpfeife          | 8′    |
| Italienisch Prinzipal | 4′    |
| Nachthorn             | 4′    |
| Oktave                | 2′    |
| Oktävlein             | 1′    |
| Sesquialter II        | 2 ⁄3′ |
| Scharf IV             | 1′    |
| Oboe                  | 8′    |
| Tremulant             |       |

| Pedal C–f1    |       |
| Prinzipalbaß  | 16′   |
| Subbaß        | 16′   |
| Oktavbaß      | 8′    |
| Spitzflöte    | 8′    |
| Choralbaß II  | 4′    |
| Hintersatz IV | 2 ⁄3′ |
| Bombarde      | 16′   |

- Koppeln: II/I, III/I, III/II, I/P, II/P, III/P
- Spielhilfen: 2 freie Kombinationen, 1 freie Pedalkombination, Tutti, Crescendowalze, Zungeneinzelabsteller